# Tony Martin (cykelrytter)
 For alternative betydninger, se Tony Martin. (Se også artikler, som begynder med Tony Martin)
Tony Martin (født 23. april 1985) er en tysk tidligere professionel landevejscykelrytter, der især var kendt som en stærk tempo- og enkeltstartrytter. Han vandt blandt andet en række verdensmesterskaber i sådanne discipliner. Han vandt også syv etaper i Grand Tour-løbene, deraf fire enkeltstartetaper.

## Karriere
Martin blev professionel i 2008 og opnåede fire sejre i sin første sæson. 2011 blev en af hans bedste sæsoner, hvor han opnåede i alt tolv sejre og blandt andet tog den samlede sejr i etapeløbene Volta ao Algarve og Paris-Nice. Ved VM dette år vandt han sit første VM-guld i enkeltstart, og han endte med en femteplads på UCI's rangliste. Året efter vandt han VM-guld i både enkeltstart og holdenkeltstart, en bedrift han gentog i 2013 og 2016. Han var også med til at vinde VM-sølv første gang holdløb for blandede hold var på programmet i 2019 samt guld i denne disciplin i 2021.
Tony Martin deltog to gange i OL. Ved OL 2012 i London var han tilmeldt både i linjeløbet og enkeltstarten. Han gennemførte ikke linjeløbet, men i enkeltstarten gik det bedre. Briten Bradley Wiggins var en af de store favoritter efter at have vundet VM-sølv året forinden, mens Martin havde været plaget af skader i sæsonens løb. Ved første mellemtid førte Martin, men ved anden mellemtid havde Wiggins overhalet ham, og briten holdt til mål, hvor han sejrede med næsten trekvart minuts forspring. Martin vandt sølvet klart med et forspring på næsten et halvt minut til den anden brite, Chris Froome.
Martin stillede igen op ved OL 2016 i Rio de Janeiro. Igen formåede han ikke at gennemføre linjeløbet, mens han i enkeltstarten slet ikke kunne leve op til sin medalje fra legene i Beijing; han endte på en tolvteplads.
Han indstillede sin karriere efter VM i 2021.